# Fjällhyddan

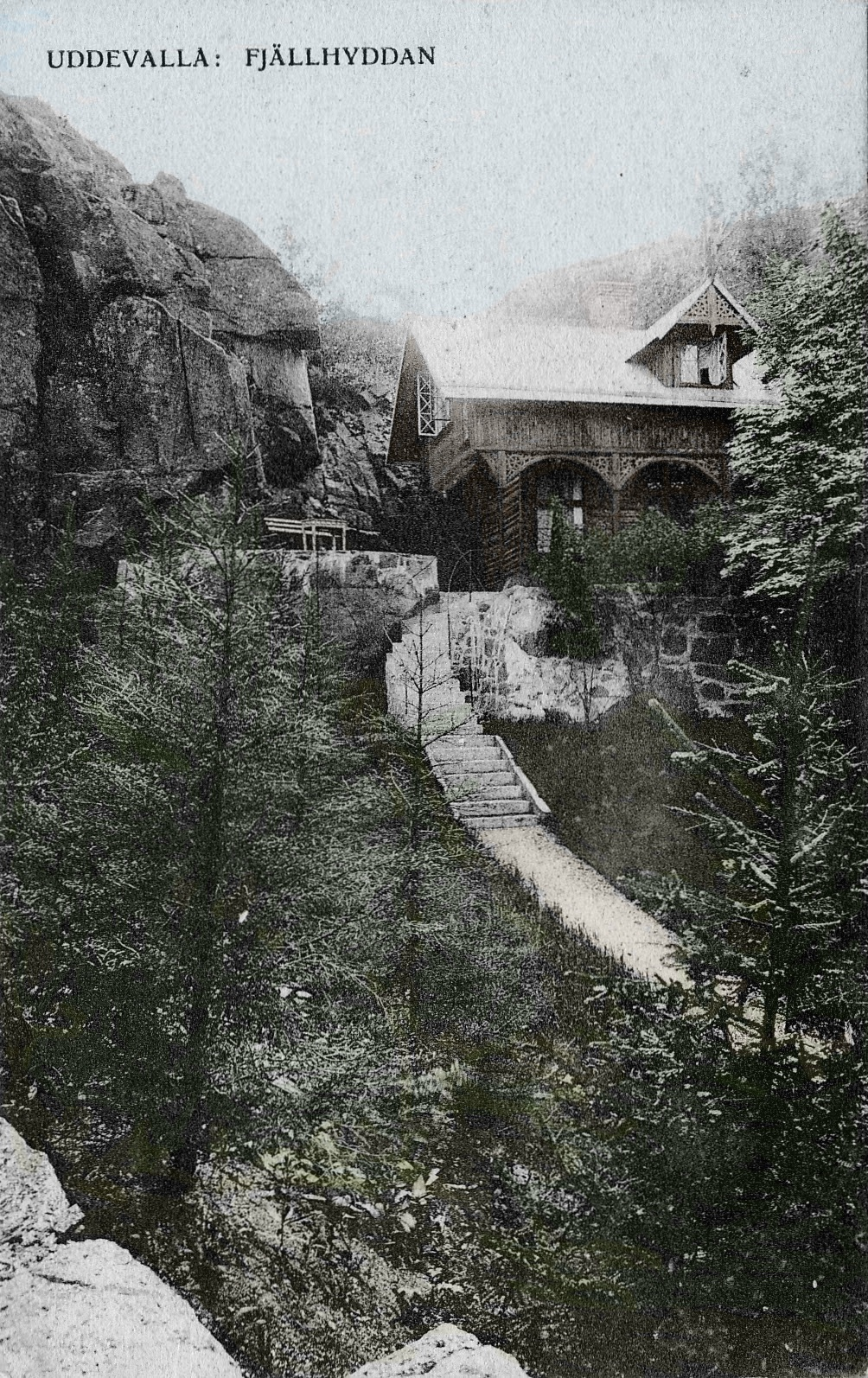
Vykort från tidigt 1900-talet som visar Fjällhyddan.

Fjällhyddan, även känd som Jakthyddan med mera, var en byggnad i Uddevalla som uppfördes under det sena 1800-talet. Den skapades av Ture Malmgren (1851–1922), tidningsman och lokalpolitiker. Idag är byggnaden en ruin.

## Historik
Troligtvis byggdes Fjällhyddan någon gång runt 1888, ett år efter Villa Elfkullen och ungefär ett årtionde innan Tureborgen, dess två syskonbyggnader. Malmgren, den välbärgade grundaren av tidningen Bohusläningen och dessutom en både radikal politiker och filantrop, var starkt fångad av tidens nationalromantik och av de långa resorna utomlands han gjort i sin ungdom. Han fängslades under resor längs floden Rhen av områdets storslagna medeltida slott, och bestämde sig för att själv uppföra en byggnad i Sverige.
Enligt hans åsikt krävdes det dock först en jaktstuga, för det hörde ju till ett riktigt slott. Detta trots den totala bristen på villebråd i det allt mer urbaniserade Uddevallas utkanter. Fjällhyddan, byggd i en solig glänta på berget Fjällsäterns sluttning mot Garvaremyren, var ett litet tvåvåningshus vid foten av en brant klippa, omgiven av syrenhäckar. Området kunde nås via tunga järnportar i en tjock stenmur som avgränsade området.
Byggnaden användes som sommarbostad åt Carl Gabriel Malmgren, en före detta framstående boktryckare och tidningsredaktör, samt även Ture Malmgrens far. Senare fick även ett par av den yngre Malmgrens syskon bo i Fjällhyddan ett tag. Efter Tures död år 1922 hyrdes huset ut i ett par årtionden åt olika familjer. Det är okänt exakt när Fjällhyddan revs, men troligtvis var det under 1960-talet eller det tidiga 1970-talet. Idag står ännu ruinens grundstenar, och även portvalvet som leder till platsen.